# Źródło Marii w Nazarecie
Źródło Marii w Nazarecie (hebr. מעיין מרים; arab. عين العذراء, Ain il’adra) – źródło położone w mieście Nazaret, na północy Izraela. Bywa także nazywane Fontanną Świętej Dziewicy.
Według tradycji chrześcijańskiej źródło znajduje się w miejscu Zwiastowania Pańskiego i dlatego zostało nazwane imieniem Marii Panny. W rzeczywistości jest to studnia, natomiast prawdziwe źródło znajduje się w podziemiach Cerkwi Archanioła Gabriela. Woda płynąca stamtąd wypływa właśnie w studni, którą nazwano „źródłem Marii”.

## Historia źródła

### Tradycja chrześcijańska
Nowy Testament jest dosyć skąpy w informacje natury topograficznej, dotyczące lokalizacji Zwiastowania Pańskiego. Jedynie Ewangelia Łukasza przytacza opis wydarzenia, precyzując, iż Archanioł Gabriel objawił się Maryi Pannie w Nazarecie w Galilei. Apokryficzna Protoewangelia Jakuba opisuje, jakoby samo Zwiastowanie miało odbyć się w dwóch miejscach. Maryja miała najpierw ujrzeć posłańca przy źródle. Następnie po pozostawieniu dzbana, objawienie miało dopełnić się już w domu rodzinnym. Przy czym apokryf ten nie precyzuje miejscowości zdarzenia – mogłaby to być nawet Judea. Już w okresie starożytnym, w oparciu o te dwa teksty rozdzielono oba miejsca. (1) Źródło nazaretańskie miało być miejscem ujrzenia Archanioła Gabriela. W miejscu źródła znajduje się dzisiaj prawosławna Cerkiew Archanioła Gabriela. Źródło Marii znajduje się w podziemnej krypcie cerkwi, a na jej dziedzińcu jest studnia zasilana wodą ze źródła. (2) Natomiast pozostałości domu rodzinnego Maryi Panny, właściwym Sanktuarium Zwiastowania – miejscem cudownego poczęcia Jezusa Chrystusa. Nad samym miejscem zwiastowania opisanym w Ewangelii Łukasza wznosi się dzisiaj katolicka Bazylika Zwiastowania Pańskiego.

### Dzieje źródła
Podziemne źródło w Nazarecie było tradycyjnie od wieków wykorzystywane przez mieszkańców jako jedno z głównych źródeł wody w mieście. Nie zawsze było ono nazywane „źródłem Marii”. Różokrzyżowcy podali w 1935 roku, że źródło to w erze przed-chrześcijańskiej było znane jako „źródło wartowni” – być może dlatego, że w sąsiednich domach mieścił się szereg wartowni strzegących dostępu do źródła wody i bezpieczeństwa sąsiedniego traktu handlowego. Historyk Werner Keller napisał w swojej książce „Biblia jako historia”, że źródło Marii od „niepamiętnych czasów” zaopatrywało mieszkańców miasta w wodę.
Ze względu na religijne znaczenie jakie źródło miało dla chrześcijan, wybudowali oni w tym miejscu swój pierwszy kościół. Zablokował on dostęp do wody źródlanej i dlatego wybudowano wówczas ciąg podziemnych tuneli, którymi rozprowadzano wodę. W latach 1997–1998 Jardenna Alexandre i Hanna Butrus prowadziły wykopaliska archeologiczne, które ujawniły sieć podziemnych korytarzy. Pochodziły one z okresu bizantyjskiego (nie znaleziono dowodów świadczących, by mogły one powstać przed V wiekiem w okresie rzymskim). W latach 90. XX wieku Elias i Martina Shama użyli wysokiej rozdzielczości georadaru i odkryli olbrzymi kompleks podziemnych korytarzy. Dodatkowe badania przeprowadzone w latach 2004–2005 ujawniły dużą łaźnię oraz inne dodatkowe struktury podziemne. W 2003 roku archeolog Richard Freund wyraził przekonanie, że odkryte miejsce z pewnością jest bizantyjską łaźnią. Sam kościół został zburzony po 1263 roku przez Mameluków. Wybudowana po 1750 roku Cerkiew Archanioła Gabriela ponownie zablokowała dostęp do źródła. Dlatego po raz kolejny skierowano wodę do podziemnych tuneli, które doprowadziły ją do oddalonej o 140 metrów na południe publicznej studni. Przez kolejne lata był to lokalny wodopój, w którym wybudowano kamienną nadziemną część z półkolistym zadaszeniem. Do źródła zawsze przywiązywano duże znaczenie religijne. Kościół katolicki udzielał odpustów przybywającym do źródła pielgrzymom, którzy nalewali wodę do butelek i zabierali z sobą do Europy. Również muzułmanie uważali źródło za święte, przypisując jej wodom właściwości lecznicze. Miejsce to odnowiono w latach 1967 i 2000. Obecnie studnia jest nieczynna, nie ma w niej wody.

## Opis budowli
Publiczna studnia i plac wokół niej zostały odnowione na Wielki Jubileusz Roku 2000. Przy pracach renowacyjnych kierowano się zdjęciami wykonanymi przez pielgrzymów pod koniec XIX wieku. Trzy ujęcia wody osadzono w nowoczesnej kamiennej obudowie. Wokół studni zasadzono drzewa, które wraz ze studnią są widoczne na herbie Nazaretu.

## Turystyka
Miejsce jest otwarte dla turystów przez wszystkie dni tygodnia, o każdej porze dnia i nocy.